# Essaïd Abelouache
Essaïd Abelouache (20 de julio de 1988) es un ciclista marroquí. Debutó como profesional con el equipo Al Nasr-Dubai en 2016.

## Palmarés
2011 (como amateur)
- 2.º en el Campeonato de Marruecos en Ruta

2013 (como amateur)
- Les Challenges Marche Verte G. P. Sakia El Hamra
- 2 etapas de la Vuelta a Marruecos

2014 (como amateur)
- Les Challenges Marche Verte G. P. Sakia El Hamra
- 1 etapa del Tour de Argelia

2015 (como amateur)
- Les challenges Marche Verte-G. P. Oued Eddahab
- Challenge du Prince-Trophée de l'Anniversaire
- 2.º en el Campeonato de Marruecos en Ruta

2016
- Tour de Sétif, más 1 etapa
- 1 etapa del Tour de Annaba
- 1 etapa del Tour de Mersin

2017 (como amateur)
- Campeonato de Marruecos en Ruta

## Resultados en Grandes Vueltas y Campeonatos del Mundo
Durante su carrera deportiva ha conseguido los siguientes puestos en las Grandes Vueltas y en los Campeonatos del Mundo en carretera:
| Carrera         | Carrera         | 2013 | 2014 | 2015 | 2016 | 2017 | 2018 |
| --------------- | --------------- | ---- | ---- | ---- | ---- | ---- | ---- |
|                 | Giro de Italia  | —    | —    | —    | —    | —    | —    |
|                 | Tour de Francia | —    | —    | —    | —    | —    | —    |
|                 | Vuelta a España | —    | —    | —    | —    | —    | —    |
| Mundial en Ruta | Mundial en Ruta | Ab.  | Ab.  | —    | —    | —    | —    |

—: No participa

Ab.: Abandono

## Equipos
- Al Nasr-Dubai (2016)
- Sharjah Team (2018)